# 科羅廖夫撞擊坑 (火星)
是一個位於火星北海區的撞擊坑，中心座標73°N，164.6°W。該撞擊坑直徑約81.4公里，以前蘇聯太空計畫主持者谢尔盖·帕夫洛维奇·科罗廖夫命名。

## 圖集

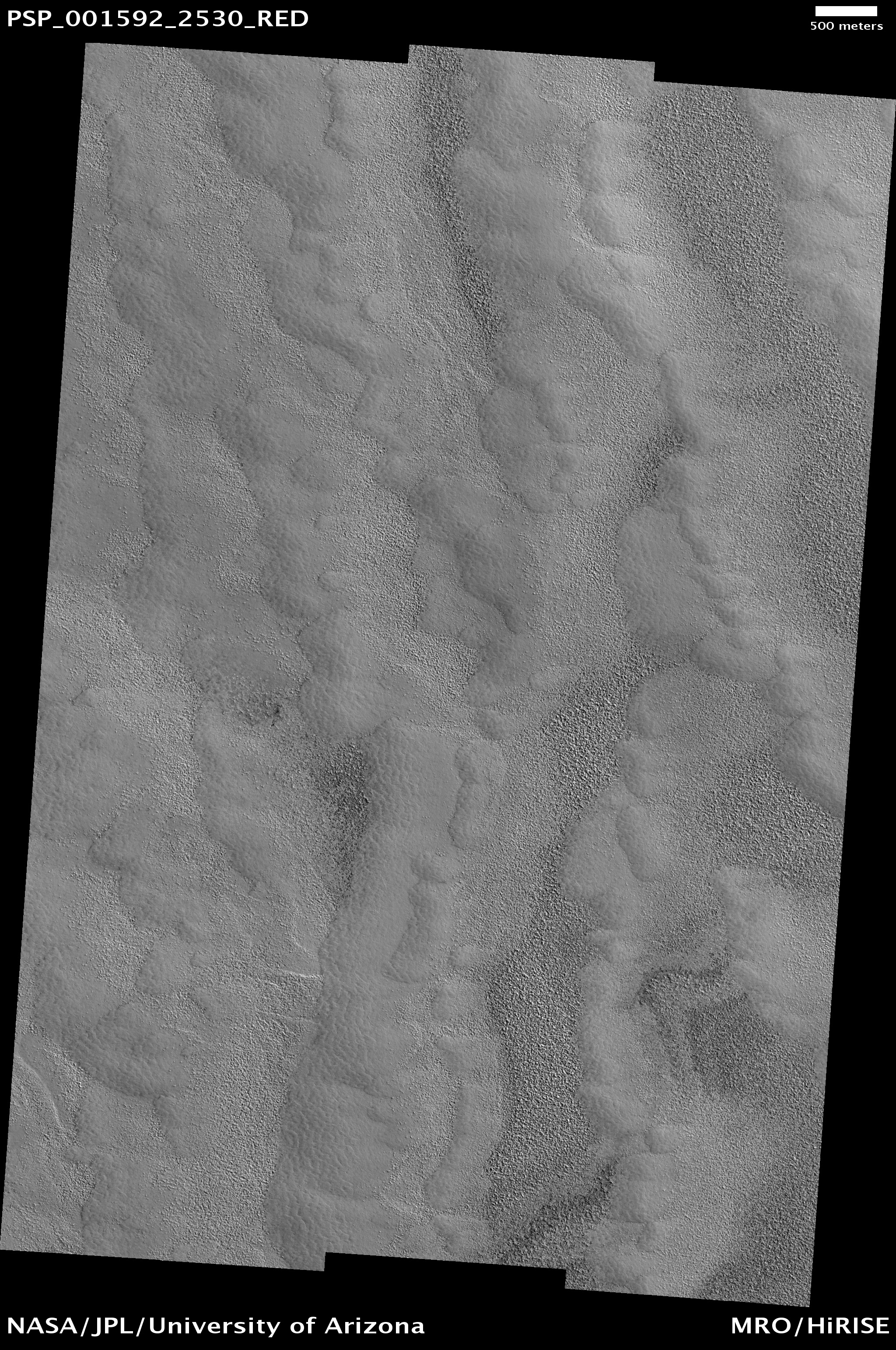
火星偵察軌道器的 HiRISE 拍攝的科羅廖夫撞擊坑底部。